# Académie Grétry
L'académie Grétry est un bâtiment situé boulevard de la Constitution à Liège et construit en 1905 pour servir de maternité de l'hôpital de Bavière. Il abrite depuis 1989 l'académie de musique.

## Situation
Le bâtiment est situé dans le quartier d'Outremeuse, face à l'ancien hôpital de Bavière, au no 81 du boulevard de la Constitution. Il occupe aussi une partie des rues Curtius et Dos-Fanchon.

## Historique
L'édifice est construit à la demande de la Commission d'Assistance Publique par l’architecte Henrotte en 1905. En avril 2019, l'ASBL Académie Grétry, propriétaire du bâtiment, reçoit un subside de près d'1 million d'euros pour la restauration de l'édifice.

## Classement
En 2008, les façades et toitures d'une partie des bâtiments, les verrières de style Art nouveau, les sols en mosaïque de l'aile à rue et la cave aux clapiers destinés à l'élevage des lapines sont classés comme monument au Patrimoine culturel immobilier de la Wallonie.